# Taking Chances Tour
A Taking Chances Tour Céline Dion kanadai énekesnő kilencedik koncertkörútja, melyen  D’elles és Taking Chances című albumait népszerűsítette. A körút az énekesnő visszatérései is volt több mint négy évig tartó Las Vegas-i showműsora, az A New Day… után. A koncertek érintették Afrikát, Ázsiát, Ausztráliát, Európát és Észak-Amerikát. Becslések szerint több mint 200 millió dolláros bevételt hozott a turné, mellyel az év egyik legnagyobb bevételt elérő koncertkörútja lett. 2009-ben az összeg tovább nőtt, összesen 270 millió dollárra. Ez a turné ezzel minden idők második legsikeresebb szólóénekesi turnéja, és összkategóriában minden idők tizedik legsikeresebbje.

## Háttér

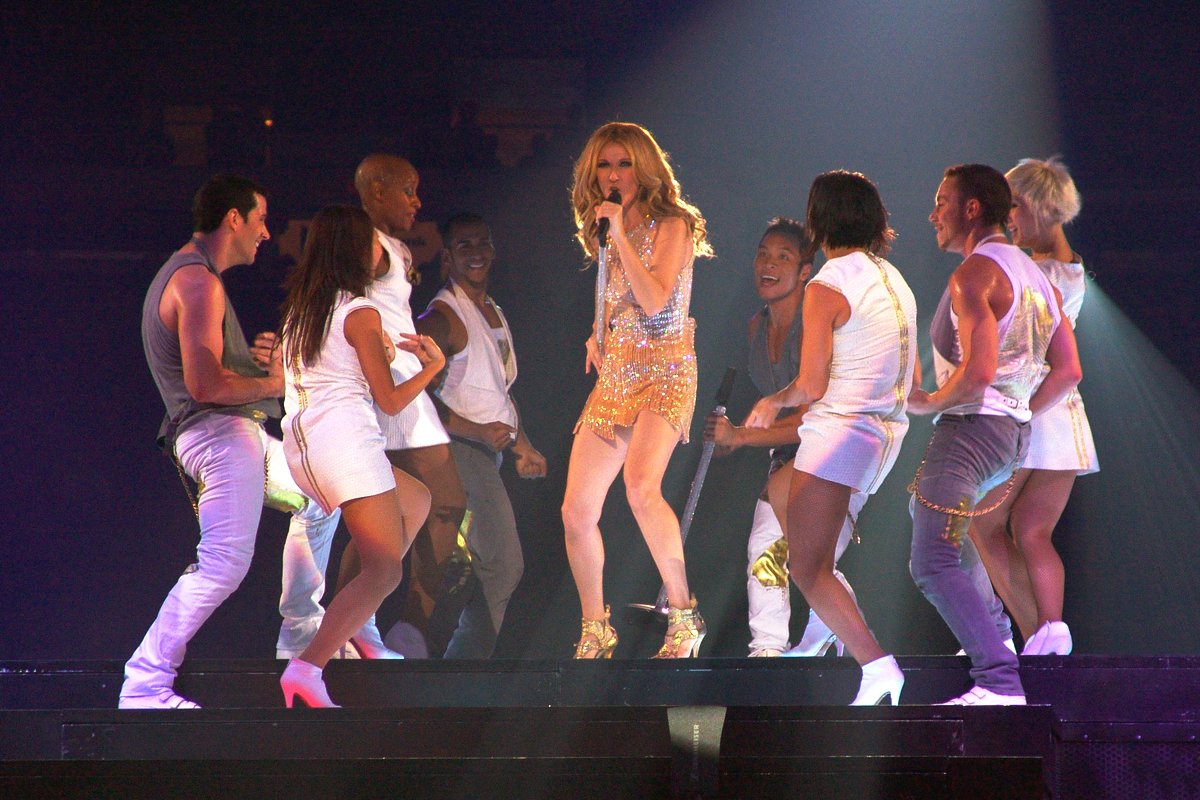
Long Island, 2008. szeptember, River Deep – Mountain High

A műsor rendezője a korábban Madonnával is együtt dolgozó Jamie King volt, aki Dion előadásait színekkel, divattal és tánccal kombinálta. Céline előadta legsikeresebb dalait, valamint utolsó albumának, a Taking Chances-nak számait. A két órás show-t négy részre osztották; soul, rock, közép-keleti és divatos részre. Az énekesnőt négy-négy férfi és női táncos vette körül. A próbák 2007 decemberében folytak Primmben és az MGM Grand Garden Arenában (Nevada).
A koncerteken húsz kijelzőt használtak, ezek egyike a színpad fölött keringett, plusz lifteket és mozgató öveket. Az énekesnő előre felvett a showhoz néhány videót. A koncert elején futó videón Dion egy autót vezet, mialatt az I Drove All Night remix verziója hallható. A kezdő videóból kétféle készült, az első Céline Dion karrierjét bemutató képsorokból áll, ez Dél-Afrikában, Ázsiában, Ausztráliában és néhány eudrópai koncerten volt látható. A másikban a turné során meglátogatott városok képei voltak, és a turné haladásával a képsor változott, újabb-újabb városképeket adtak hozzá. Egy másik videó az énekesnő öltözködésének változását mutatta be karrierje folyamán, eközben a My Heart Will Go On remixe szólt a háttérben.
Jamie King 2008. május 2-án Manchesterben csatlakozott a turnéhoz. Előtte a show nem a központi színpadon zajlott (kivéve Japánban). Két és fél hónap után Dion újrapróbálta a műsort a középső színpadi beállítással. Dion kétnyelvű karrierje és az egyes arénák és stadionok megkötései miatt Kingnek három különböző műsort kellett megrendeznie és koreografálnia. Az egyikben jellemzően angol nyelvű dalok hangzottak el, a központi színpadon zajlott és a mozgó kivetítők, liftek és mozgató övek mindegyikét kihasználták. A második a központi színpadon zajlott, és a repertoárba tíz francia dal is belekerült a francia közönség kedvéért. A harmadik, kevésbé komplex show azokra a helyszínekre készült, ahol a központi színpadi beállítás nem lett volna kivitelezhető. Ezekre a helyekre készült egy másik beállítás, melyben egy óriási központi kivetítő és fényrendszer három oldalról borította kék és piros fénybe színpadot. A turné európai szakasza előtt a központi és a fényjátékos beállítást újrarendezték, változtattak a fényeken és mintákon, és az énekesnő fellépőruháin is változtattak.
Dion és társulata nagyjából hatvan dalt próbált össze, angolul és franciául egyaránt. Ezek közül 27 hangzott el egy-egy showban a helyszíntől függően. A Pour que tu m’aimes encore minden műsor része volt, ez minden idők legsikeresebb francia nyelvű kislemezének dala, és az egyetlen francia dal a zene történelmében, mely nem francia nyelvterületeken is a sikerlistákra került. Több feldolgozás is készült a műsorhoz, köztük  James Brown I Got the Feelin’ és It’s a Man's Man’s Man’s World, a Queen We Will Rock You és The Show Must Go On című dalai, bár az utóbbi kettő kikerült a repertoárból az október 27-ei winnipedig show-tól kezdve. Elhangzott Kiki Dee I’ve Got the Music in Me című dala is, ezt a dél-koreai koncert után vették ki a műsorból.

## Közvetítések, felvételek
2008. augusztus 22-én Dion jótékonysági koncertet adott Québecben a város 400. születésnapja alkalmából, melyet az interneten és a televízióban is sugároztak. Az énekesnő 250 000 néző előtt énekelt. Emellett 2008. augusztus 31-én a Jerry Lewis MDA Telethon keretében vették föl a My Love című dalt. Később ez a felvétel lett a dal hivatalos videóklipje.
A turnéi fotóival készült Céline autour du monde című hivatalos könyv 2009. szeptember 24-én jelent meg Québecben és Franciaországban, 368 oldalon Gérard Schachmes 485 fotója került bele. A képek mind a műsorokról, mind a háttérmunkáról, Dionról és családjáról, a turné stábjáról, a táncosokról, énekesről, zenészekről, technikusokról és az énekesnő férjével és fiával töltött családias pillanatairól készültek. Vegyesen vannak köztük a Temze melletti sétát, afrikai szafarit vagy a stáb kamionjainak New York-i megérkezéseit ábrázoló fotók is. Kanadában 2009. október 14-én jelent meg. Egy amerikai és egy japán kiadványt is terveztek.
A turnét a Celine: A világ szemén keresztül című dokumentumfilm dolgozta föl, mellyel a nézők egyedülálló lehetőséget kaptak arra, hogy kövessék Céline-t mindenhová, a színpadra, a háttérbe vagy a családjához. DVD-n és Blu-rayen 2010. május 11-én jelent meg.
A Taking Chances World Tour: The Concert DVD 2010. május 11-én jelent meg, a csomagban egy DVD és az angol vagy francia repertoár élő CD-je volt. Az angol verziót Bostonban vették föl 2008. augusztus 12-13-án, a francia változatot pedig Montrealban augusztus 31-én és szeptember 1-jén. A deluxe változatban a DVD mellett egy 52 oldalas könyvecske és szétnyitható ajándékképeslapok is voltak.

## Fogadtatás

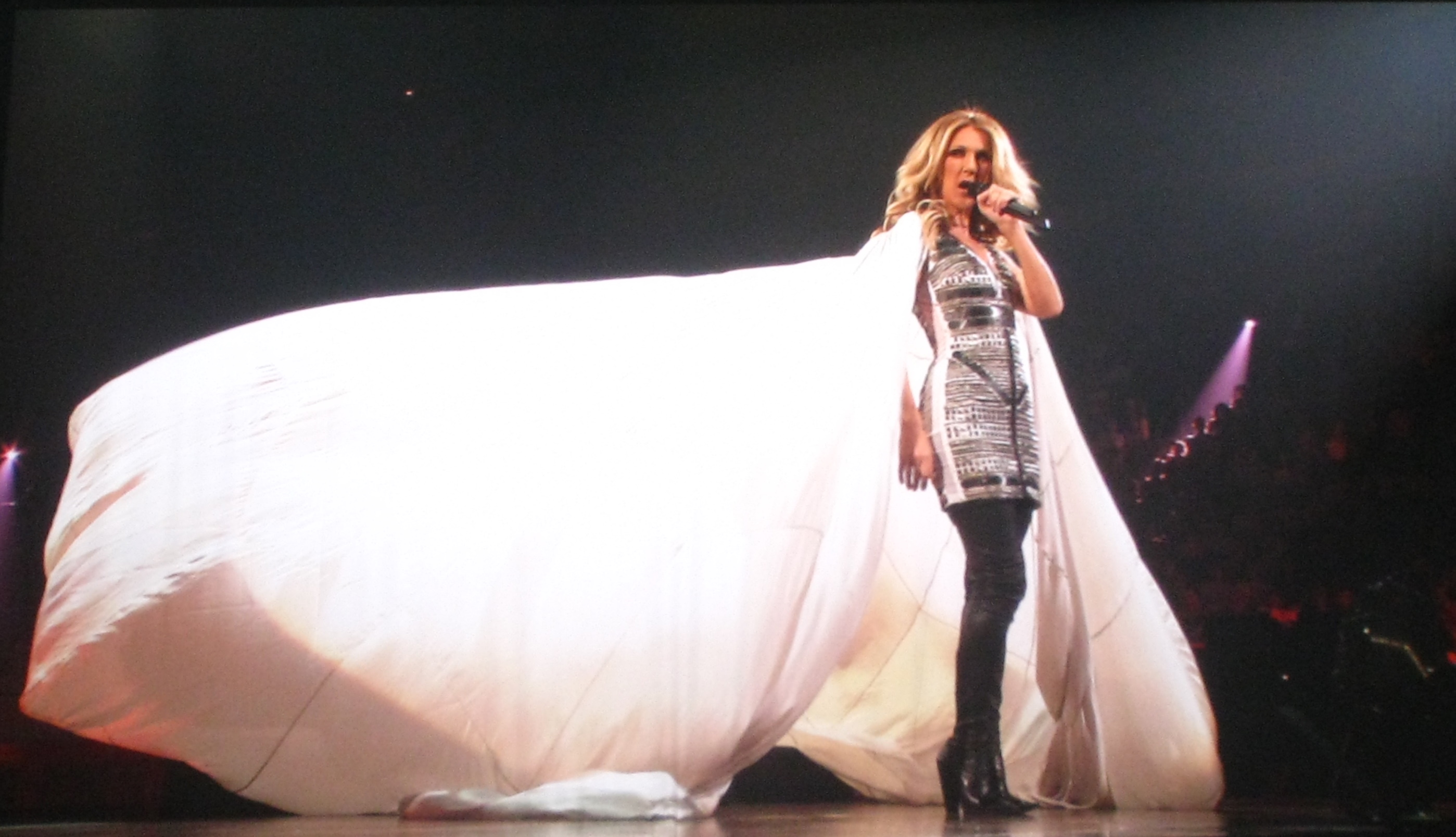
Az Eyes on Me előadása közben Montrealban

Céline Dion történelmi rekordot állított be kanadai koncertek között, amikor montreali koncertjeinek jegyei percek alatt elkeltek. Akkor újabb időpontokat hirdettek meg a városban, így a turné leglátogatottabb szakasza lett egyetlen városban 227 616 nézővel. 1996 óta Dion 31 alkalommal lépett föl a Bell Centre-ben.
Más kanadai koncertek jegyei is azonnal elkeltek, így második koncertet is meghirdettek Edmontonban, Vancouverben és Winnipegben, Torontóban pedig harmadikra is szükség volt. Az Egyesült Államokban New Yorkban, Uniondale-ben, Bostonban és Newarkban is tűztek ki második koncertidőpontot. A Billboard magazin adatai szerint az Egyesült Államokban és Kanadában minden koncert telt házas volt.
Az Egyesült Államokban a manchesteri és a londoni koncertek jegyei keltek el néhány perc alatt. Ott két új időpontot hirdettek meg ugyanarra a napra. Írországban a dublini koncertre 64 000 jegy kelt el három óra alatt, ez a turné legnagyobb koncertje volt.
Dél-Afrikában, Hollandiában (50 000 néző) és Dániában (42 000 néző) is telt ház volt a koncerteken, Sanghajban viszont „csak” 25 000 néző volt ott a Shanghai Stadionban, melynek befogadóképessége egyébként 60 000 fő a játékokra és 50 000 a koncertekre.
Sydneyben is második koncertre volt szükség, mivel a jegyeket nagyon hamar elkapkodták.
2008. augusztus 22-én nem a turné részeként egy jótékony célú koncertet adott Dion. A helyszínen karrierjének legnagyobb élő koncertjét adta az énekesnő, 250 000 néző előtt énekelt Québec város 400. születésnapja alkalmából.
Dion bejelentette, hogy 2008. február 7-én a windsori Caesars Windsor kaszinóban fog játszani (Ontario). A belépőjegyek 15 perc alatt elfogytak, 125 ember állt sorba már egy nappal korábban.
A Kansasban tartott koncert a helyszín, a Sprint Center történetének legjövedelmezőbb eseménye volt 1,6 millió dolláros bevételével. A rekordot azóta Elton John és Billy Joel is megdöntötte később.
Miami belvárosában, az American Airlines Arena termében újabb nézőrekord született, több mint 17 000 jegyet adtak el. Britney Spears két hónappal később felülmúlta ezt a rekordot, amikor 118 644 nézőnek énekelt. Bár kisebb közönségnek, de Dion koncertje 2,2 millió dollár bevételt hozott, Spears pedig csak 1,9 milliót.
Az énekesnő hivatalos weboldala szerint Dion három helyszínen lett a legjövedelmezőbb előadó: a montreali Bell Centre-ben, a kansasi Sprint Centerben és a New Orleans Arénában. Az utóbbi 1,8 millió dolláros bevételre tett szert. A montrealban tartott koncertek összesen több mint 30 millió dolláros bevételt hoztak, ezzel a legnagyobb teljesítményt érték el a világ arénái között.